# Municipio de Prairie (condado de Arkansas)
El municipio de Prairie (en inglés: Prairie Township) es un municipio ubicado en el condado de Arkansas en el estado estadounidense de Arkansas. En el año 2010 tenía una población de 609 habitantes y una densidad poblacional de 1,52 personas por km².

## Geografía
El municipio de Prairie se encuentra ubicado en las coordenadas 34°16′16″N 91°9′40″O / 34.27111, -91.16111. Según la Oficina del Censo de los Estados Unidos, el municipio tiene una superficie total de 400.07 km², de la cual 390,05 km² corresponden a tierra firme y (2,5 %) 10,02 km² es agua.

## Demografía
Según el censo de 2010, había 609 personas residiendo en el municipio de Prairie. La densidad de población era de 1,52 hab./km². De los 609 habitantes, el municipio de Prairie estaba compuesto por el 94,25 % blancos, el 4,76 % eran afroamericanos, el 0,16 % eran asiáticos y el 0,82 % eran de una mezcla de razas. Del total de la población el 0,66 % eran hispanos o latinos de cualquier raza.